# عطر السيدة ذات الرداء الأسود (فلم 1931)
عطر السيدة ذات الرداء الأسود (بالفرنسية: Le Parfum de la dame en noir) هو فيلم غموض فرنسي، إنتاج عام 1931، ومن إخراج مارسيل ليربييه وبطولة رولان توتان وأوغيت دوفلو ومارسيل فيبير. 
وهو مقتبس من رواية عطر السيدة ذات الرداء الأسود للكاتب الفرنسي غاستون ليرو، المنشورة عام 1908، والتي تصور المحقق جوزيف رولتابي. وهي رواية مكملة لرواية «لغز الغرفة الصفراء» التي صدرت في نفس العام.

## طاقم الممثلين
تم تصويره في استوديوهات فرانكور في باريس.
- رولان توتان في دور جوزيف رولتابي
- أوغيت دوفلو في دور ماتيلد
- مارسيل فيبير في دور لو فيو بوب
- ليون بيليير في دور سينكلير
- ادمون فان دايل في دور روبرت دارزاك
- ويرا إنجلز في دور إديث رانس
- كيسا كوبرين في دور ماري
- هنري كيرني في دور لو بير جاك
- ميشيل كوفالي في دور لو برينس جاليتش

## روابط خارجية
- عطر السيدة ذات الرداء الأسود  في قاعدة بيانات الأفلام على الإنترنت (بالإنجليزية)